# Ор Дадія
Ор Дадія (івр. אור דדיה, нар. 12 липня 1997, Беер-Шева) — ізраїльський футболіст, захисник клубу «Хапоель» (Беер-Шева).
Виступав, зокрема, за клуби «Хапоель» (Беер-Шева) та «Хапоель» (Бней-Лод).
Чемпіон Ізраїлю. Володар Кубка Ізраїлю.

## Ігрова кар'єра
Народився 12 липня 1997 року в місті Беер-Шева. Вихованець юнацьких команд футбольних клубів «Маккабі» (Беер-Шева) та «Хапоель» (Беер-Шева).
У дорослому футболі дебютував 2017 року виступами за команду «Хапоель» (Беер-Шева), в якій того року взяв участь у 2 матчах чемпіонату. 
Своєю грою за цю команду привернув увагу представників тренерського штабу клубу «Хапоель» (Бней-Лод), до складу якого приєднався 2017 року.
До складу клубу «Хапоель» (Беер-Шева) приєднався 2019 року. Станом на 22 січня 2021 року відіграв за беер-шевську команду 28 матчів в національному чемпіонаті.

## Титули і досягнення
- Чемпіон Ізраїлю (1):

«Хапоель» (Беер-Шева): 2016-17
- Володар Кубка Ізраїлю (2):

«Хапоель» (Беер-Шева): 2019-20, 2021-22
- Володар Суперкубка Ізраїлю (1):

«Хапоель» (Беер-Шева): 2022